# Neblina

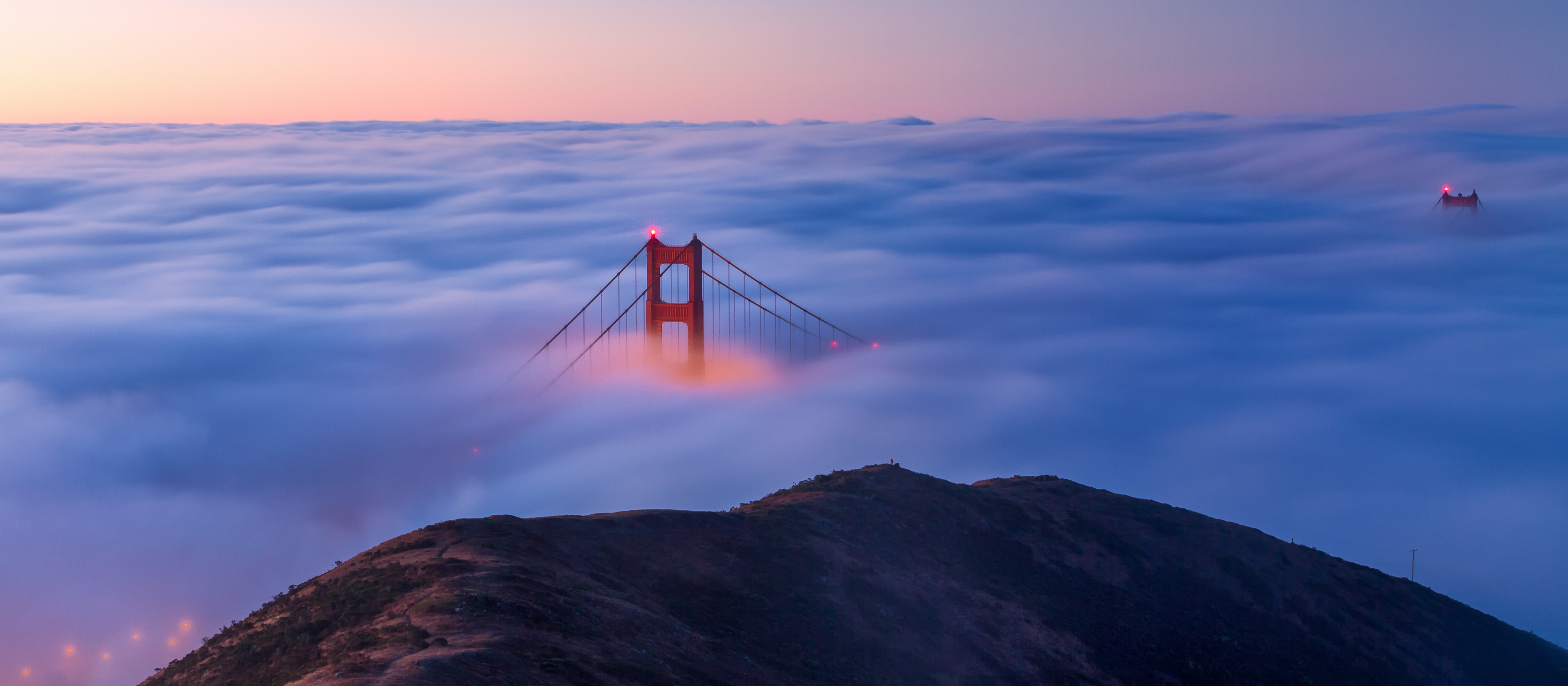
A Ponte Golden Gate, em São Francisco, Estados Unidos, envolta por névoa.

Neblina, névoa ou bruma é uma nuvem em contato com ou próxima do solo. É formada quando há a condensação da água evaporada.

## Formação
A neblina é a condensação que ocorre junto à superfície, causada pelo arrefecimento do ar quente e úmido quando entra em contacto com um solo frio ou com uma superfície líquida. O ar quente perde calor para o solo frio ou para a água e arrefece, fazendo com que o vapor de água se condense. Ao contrário da fumaça, a neblina não é tóxica.
Em regiões muito húmidas e frias, quando a água evaporada choca-se com o frio pode-se condensar, isto é, formar pequenas gotículas. Mas nem todo esse ar se condensa, grande parte transforma-se em nuvens logo quando evapora. Essa grande parte de nuvem acumula-se e aumenta, formando a neblina, que ocorre principalmente em lugares de maior altitude, locais onde as nuvens predominam, como La Paz, Quito e outras. Geralmente, a neblina deixa a humidade ao redor de 100%, devido às gotículas das nuvens, que condensam.

## Em Portugal
Nas áreas baixas, quentes e secas de Portugal, a formação de neblina é pouco frequente, excepto no Inverno. Em algumas áreas do Norte e Centro do país e nas ilhas dos Açores sobretudo onde as montanhas são predominantes, é comum neblinas fortes aparecerem.

## No Brasil

### Quando se forma

#### São Pauloe região
Geralmente acontece no inverno, devido ao menor índice pluviométrico, as águas evaporadas não resistem ao frio e se transformam em nuvens, nas estradas diminuem a visibilidade e podem causar acidentes. Durante o inverno, frequentemente as neblinas são bem densas, variando a visibilidade entre 2,5 km e 1,5 km, nos piores casos alcançando 600 m de visibilidade.

#### Curitibae região

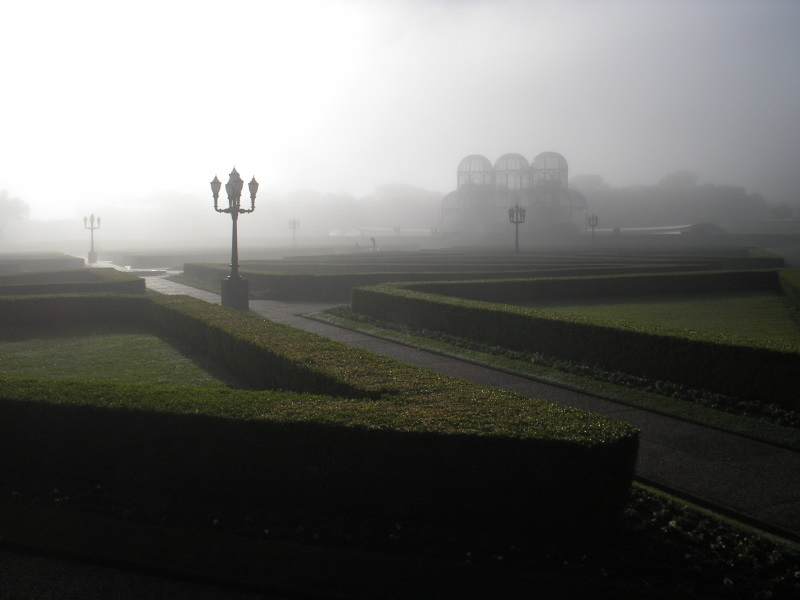
Neblina ao amanhecer no Jardim Botânico de Curitiba, Paraná.

Na capital mais fria do país este fenômeno se forma com mais intensidade, deixando as ruas de Curitiba com menos de 1 km de visibilidade. Os acidentes de trânsito ocorrem principalmente na Serra do Mar, próximo de São José dos Pinhais. Acontece com mais intensidade no inverno e no outono, raramente na primavera.

#### São Joaquime região
Na cidade mais fria do Brasil ocorrem neblinas que ocasionam visibilidade menor do que as que ocorrem em Curitiba, mas com menor frequência. A neve ajuda na formação de neblina, mas as nuvens se formam mais altas e as neblinas são menores. Esporadicamente, quando a temperatura está negativa, as nuvens condensam logo que formadas, deixando a visibilidade com menos de 300 m. As formações acontecem também no outono, porém com menos intensidade e raramente formam-se na primavera.

#### Serra Gaúcha
As neblinas se formam em quase todo o inverno, com visibilidade de 2 km, no outono também se forma com grande intensidade, chegando a atingir menos de 1 km de visibilidade e na primavera, chegando a 4 km de visibilidade. Já no verão, por incrível que pareça, pode acontecer, chegando a 3 km de visibilidade, as neblinas no verão são raras, mas a massa de ar quente traz nuvens muito baixas (principalmente a noite).

#### Teresina
Entre os meses de janeiro a maio (período chuvoso em Teresina) é comum ocorrer formação de neblina nas manhãs da capital piauiense, o que faz com que o aeroporto da cidade se mantenha fechado para pousos e decolagens.

#### Região serrana doRio de Janeiro
Nas cidades da região serrana do estado do Rio de Janeiro costuma acontecer diariamente, no inverno, durante o entardecer. Na cidade de Teresópolis a neblina desce pesada da montanha e nos bairros próximos a visibilidade é muito baixa, chegando a menos de 50 metros.

## Em outras cidades do mundo

### Londres
No inverno as temperaturas são baixas e o clima é úmido, sendo assim, a formação de neblinas na região é comum no inverno, trazendo uma visibilidade inferior a 2 km. No outono e na primavera já é mais difícil de acontecer fortes neblinas. Mas há alguns casos.

### Quito
Em uma altitude muito elevada (aproximadamente 2 850 m), as nuvens chegam com mais facilidade nas montanhas, pode acontecer em qualquer estação do ano, já que Quito não é quente e nem frio. As neblinas de Quito te permite uma visibilidade de no máximo 3 km.

### San Francisco
Apesar de se localizar no nível do mar e não ser tão húmida, San Francisco apresenta uma das mais fortes neblinas do mundo, principalmente no verão, pois o calor do solo californiano e o frio do Oceano Pacífico causam a neblina, a visibilidade chega a menos de 150 m e a cidade fica completamente encoberta. Nas pontes, a visibilidade é menor ainda, devido ao espaço em que as nuvens têm para se locomover. Às vezes, a cidade precisa paralisar o trânsito devido a neblina.

## Tipos de neblina
As neblinas podem se formar de formas diferentes, algumas mais fortes e outras mais fracas. Os exemplos mais predominantes são:
- Neblina noturna máxima;
- Neblina noturna média;
- Neblina diurna com visibilidade ao céu;
- Neblina média diurna sem visibilidade ao céu;
- Neblina máxima diurna sem visibilidade ao céu;
- Neblina grossa.